# Подклетнов, Евгений Евгеньевич
Евгений Евгеньевич Подклетнов — российский материаловед, ранее работавший в Институте материаловедения Технического университета в Тампере (фин. Tampereen teknillinen yliopisto (TTY)). Стал широко известен из-за его спорной работы по так называемому антигравитационному устройству. Он утверждал, что над вращающимся диском, изготовленным из высокотемпературного сверхпроводника и находящемся в сверхпроводящем состоянии, сила тяжести уменьшается, и плотность энергии становится отрицательной.

## Биография
Родился в СССР в 1965 году, закончил Московский химико-технологический институт им. Менделеева в Москве. Далее 15 лет работал в Институте высоких температур АН СССР. Защитил диссертацию на соискание учёной степени кандидата технических наук. В 1988 году Подклетнова для работы над диссертацией пригласили в Технический университет в Тампере, где он работал по теме сверхпроводимости до 1996 года. В Тампере из Москвы Подклетнов привёз диск из керамики YBCO (YBa2Cu3O7-x, за эксперименты с которым Йоханнесу Беднорцу и Карлу Мюллеру в 1987 году была присуждена Нобелевская премия по физике за открытие высокотемпературной сверхпроводимости).
В начале 2002 года в статье в журнале New Scientist было указано, что Подклетнов работает в расположенном рядом университете Тампере.
В 2002 году Подклетнов указал в публикации место работы никому неизвестный «Moscow Chemical Scientific Research Center».

## Проверка результатов

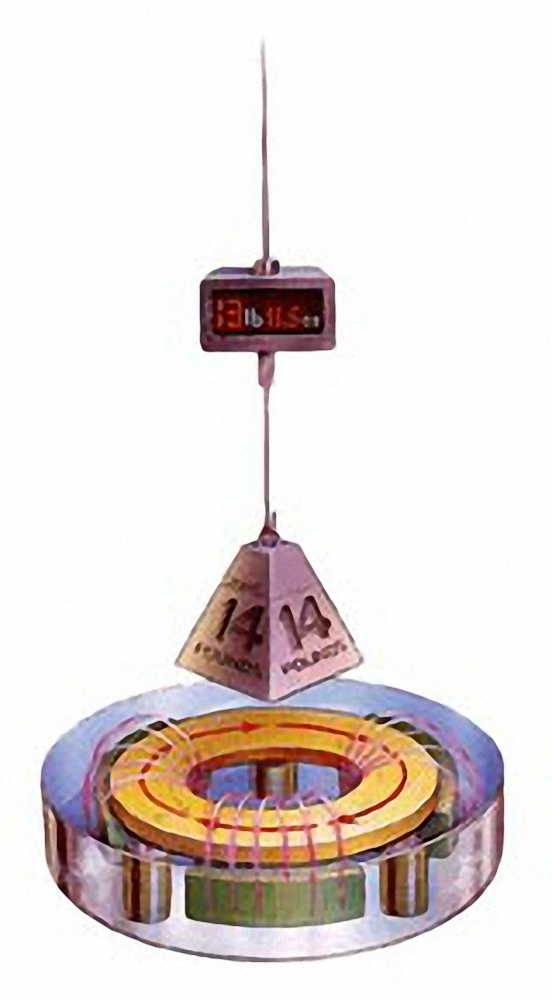
Антигравитационная установка Е. Е. Подклетнова

По сообщению Би-Би-Си, специалисты, изучавшие результаты работы Подклетнова, говорят, что его эксперимент был проведён некорректно, и что антигравитации не существует. Предварительный доклад американского аэрокосмического агентства NASA также указывал, что эффекта Подклетнова не существует.
В июле 2001 года на проходившей в Солт-Лейк-Сити конференции American Institute of Aeronautics and Astronautics «AIAA JPC Breakthrough Propulsion Physics Conference» R.C. Woods из университета Шеффилда сообщил, что результаты проверки эффекта Подклетнова 1992 года, финансируемой британской оборонной компанией BAE Systems, были отрицательным. Эксперимент был проведён на весьма низком уровне шума и хорошо организован.
Однако, в 2002 году руководитель лаборатории Boeing Phantom Works Джордж Милнер (George Muellner) заявил в интервью журналу Jane's Defence Weekly, специализирующемуся на вопросах обороны и безопасности, что работа Подклетнова представляется внушающей доверие и лаборатория начинает изучать результаты Подклетнова.
В 2003 году группой канадских исследователей были опубликованы результаты проверки эффекта антигравитации, которые не обнаружили изменения веса пробных тел с точностью 0,001 %, несмотря на то, что чувствительность эксперимента была в 50 раз лучше чувствительности в эксперименте Подклетнова.
Возможно, разработками Подклетнова воспользовались в NASA при создании интерферометра Уайта — Джудэя. По крайней мере, агентство не разглашало, каким образом это устройство генерирует отрицательную энергию.

## Публикации

### Публикации в научных журналах
- В. П. Попов, В. Е. Швайко-Швайковский, Е. Е. Подклетнов, Ф. А. Акопов, В. Б. Глушкова, Э. К. Келер, Электропроводность　и　числа　переноса　диоксида　циркония, стабилизированного　добавками Y2O3+Nd2O3 и Y2O3+CeO2, «Известия Академии наук СССР, Неорганические материалы», т.18, № 4, стр. 637—639, 1982.
- E. E. Podkletnov, R. J. O. Järvinen, P T. Vuorinen, T. A. Mäntylä, Morphology and Microstructure of YBa2Cu3O7 Thin Films on SrTiO3 Single Crystal by Radio Frequency Magnetron Sputtering (недоступная ссылка), Journal of Crystal Growth (The Netherlands). Vol. 114, No. 1-2, pp. 198—202. Oct. 1991.
- E. E. Podkletnov, R. J. O. Järvinen, P. T. Vuorinen, T. A. Mäntylä, Morphological features of Y-Ba-Cu-O deposits obtained by in situ radio-frequency magnetron sputtering (недоступная ссылка), Journal of Materials Science Letters, Vol.10, No.19, 1991, pp. 1168—1170, DOI: 10.1007/BF00744116.
- R. J. O. Järvinen, E. E. Podkletnov, T. A. Mäntylä, J. T. Laurilla, T. K. Lepisto, YBa2Cu3O7 whiskers grown from the gas phase, Applied Physics Letters, Dec 1991, Vol.59, Issue 23, pp. 3027—3029. doi: 10.1063/1.105782
- E. E. Podkletnov, R. J. O. Järvinen, P. M. J. Vuoristo, T. A. Mäntylä, P. O. Kettunen, YBa2Cu3O7 thin-film superconductors on copper substrates by radio-frequency magnetron sputtering (недоступная ссылка), «Journal of Materials Science Letters», Vol.11, No.4, 1992, pp. 202—204, DOI: 10.1007/BF00741421.
- E. Podkletnov, Superconducting thin coatings of yttrium-barium-copper-oxygen by RF magnetron sputtering: processing, microstructure and superconducting properties, D. Tech. Thesis, Tampere University Of Technology, 1991. ISBN 951721748X.
- E.E. Podkletnov, T.A. Mäntylä, P.O. Kettunen, Superconducting high-Jc coatings on copper substrates by RF magnetron sputtering, Physica C: Superconductivity, Vol.197, Issues 3-4, 10.07.1992, pp. 261—266, doi:10.1016/0921-4534(92)90008-Z.
- E. Podkletnov, R. Nieminen, A possibility of gravitational force shielding by bulk YBa2Cu3O7−x superconductor, Physica C: Superconductivity, Vol.203, Issues 3-4, 10.12.1992, pp. 441—444. doi 10.1016/0921-4534(92)90055-H.
- Eugene Podkletnov, Giovanni Modanese, Investigation of high voltage discharges in low pressure gases through large ceramic superconducting electrodes (недоступная ссылка), «J. Low Temp. Phys.», 2003, vol.132, pp. 239—259. doi 10.1023/A:1024413718251. arXiv eprint.

### Самостоятельно изданные материалы и доклады
- E.E. Podkletnov, A.D. Levit, Report MSU-95 chem, 1995.
- Evgeny Podkletnov, Weak gravitation shielding properties of composite bulk YBa2Cu3O7-x superconductor below 70 K under e.m. field, arXiv cond-mat/9701074, 10.01.1997. This is believed to be substantially the same paper accepted for publication in 1996 by Journal of Physics D which was later withdrawn by the author.
- Evgeny Podkletnov, Giovanni Modanese, Impulse Gravity Generator Based on Charged YBa2Cu3O7-x Superconductor with Composite Crystal Structure, arXiv physics/0108005, 30.08.2001.
- Evgeny Podkletnov, Giovanni Modanese, Study of Light Interaction with Gravity Impulses and Measurements of the Speed of Gravity Impulses (недоступная ссылка), Gravity-Superconductors Interactions: Theory and Experiment, 2012, eds. Giovanni Modanese and Glen A. Robertson, Bentham Science Publishers, vol. 1, eISBN 978-1-60805-399-5, pp. 169—182. doi:10.2174/978160805399511201010169.